# Старая Елизаветовка
Старая Елизаветовка (укр. Стара Єлизаветівка) — село, относится к Ширяевскому району Одесской области Украины.
Население по переписи 2001 года составляло 311 человек. Почтовый индекс — 66863. Телефонный код — 4858. Занимает площадь 1,15 км². Код КОАТУУ — 5125483608.

## Местный совет
66863, Одесская обл., Ширяевский р-н, с. Новоелизаветовка, ул. Чкалова, 51